# Che-tung (Šan-si)
Che-tung (čínsky pchin-jinem Hédōng, znaky zjednodušené 河东, tradiční 河東), doslovně „Východně od řeky“, je historický region v severní Číně. V různých dobách zahrnoval větší či menší část dnešní provincie Šan-si.
V Období válčících států název Che-tung, Východně (tung) od řeky (che), označoval oblast východně od ohybu řeky Chuang-che, a sice povodí řeky Fen, to jest střední a jižní část Šan-si. Region tehdy náležel státu Wej.
Ve třetím století př. n. l. zde stát Čchin zřídil komandérii Che-tung, která v 80. letech 3. století př. n. l. měla 42 500 domácností. Komandérie Che-tung existovala i v říši Chan, roku 2 n. l. měla 236 896 domácností s 962 912 lidmi. V období Tří říší náležela do státu Wej, tehdy se od ní oddělila severní část (střední Šan-si) jako komandérie Pching-jang. 
V tchangském období, v letech 742–758 byla komandérie Che-tung přejmenována na Pchu-čou. Roku 627 tchangská vláda na území Šan-si a části severozápadního Che-peje zřídila inspekční obvod Che-tung, trvající do roku 758. Roku 730 vznikl správní obvod Che-tung guvernéra ťie-tu-š’ sídlícího v Tchaj-jüanu, zahrnující střední a severní Šan-si. Guvernéři ťie-tu-š’ pak z Tchaj-jüanu ovládali Che-tung do 10. století.